# WWE Divas Championship

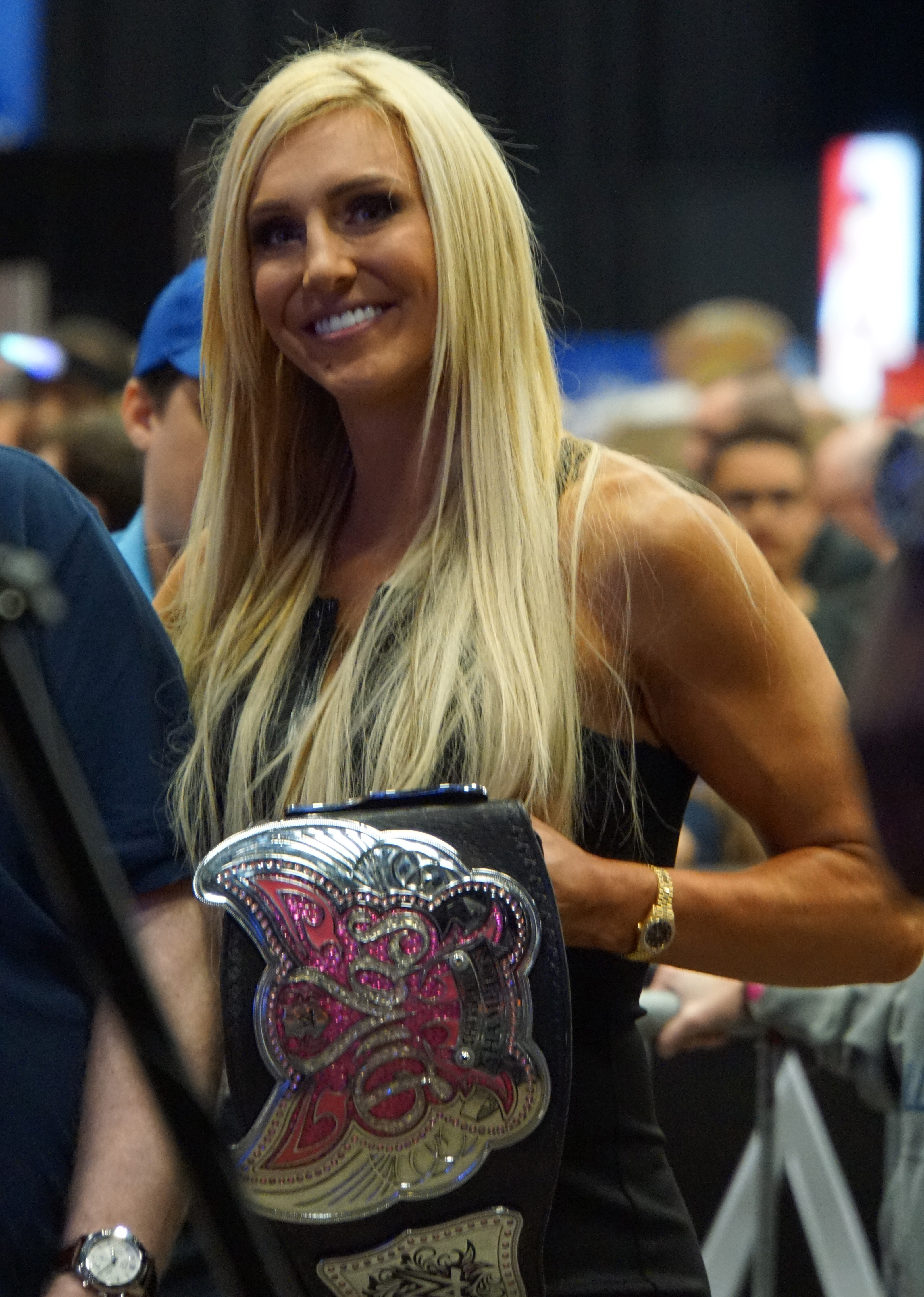
Charlotte Flair con la cintura

Il WWE Divas Championship è stato un titolo di wrestling di proprietà della WWE, creato il 6 giugno 2008 e ritirato il 3 aprile 2016.

## Storia

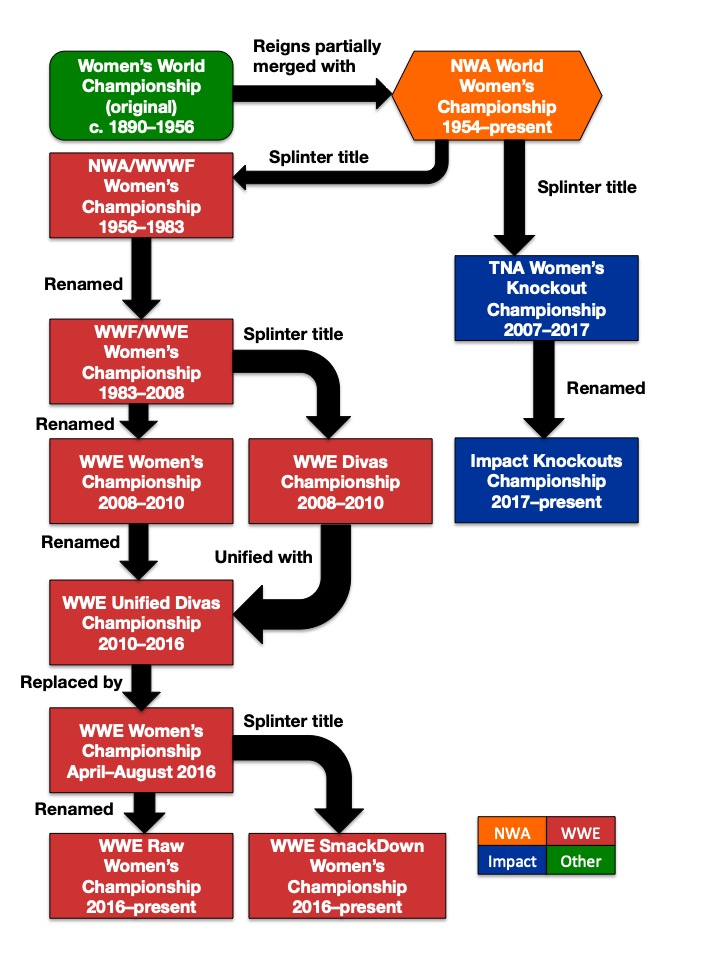
Un diagramma che mostra l'evoluzione di diversi titoli femminili della WWE

L'annuncio dell'introduzione del titolo venne dato il 6 giugno 2008 dal general manager di SmackDown!, Vickie Guerrero. Il match che prevedeva la sua assegnazione si tenne il 20 luglio 2008 al pay-per-view Great American Bash dove Michelle McCool sconfisse Natalya.
Il 19 settembre 2010 a Night of Champions, McCool sconfisse la WWE Divas Champion Melina, unificando le due cinture e diventando la prima donna nella storia della WWE a detenere entrambi i titoli; contestualmente il WWE Women's Championship venne ritirato. Dal 2011 al 2016, con la fine della prima Brand Extension, il titolo fu difeso sia nel roster di Raw che in quello di SmackDown.
Il 3 aprile 2016, a WrestleMania 32, il titolo è stato ritirato e sostituito dal nuovo WWE Women's Championship, vinto dalla stessa Charlotte (che in quel momento deteneva il Divas Championship) al termine di un triple treath match contro Becky Lynch e Sasha Banks.

### Cintura
Il design del titolo era a forma di farfalla, con la parte centrale di colore rosa e i contorni argentati. Al centro vi era la scritta "Divas Champion". Ad entrambi i lati della cintura erano presenti due placche d'argento con il logo della WWE in nero.

## WWE Divas Championship Tournament (2010)
In seguito all'infortunio di Melina che fu costretta a rendere vancante il titolo, fu indetto un torneo per riassegnare il titolo.
|  |                    |                    |                  |            |            |            |            |            |  |  |        |        |        |
|  | Quarti di finale   | Quarti di finale   | Quarti di finale |            |            | Semifinali | Semifinali | Semifinali |  |  | Finale | Finale | Finale |
|  | Quarti di finale   | Quarti di finale   | Quarti di finale |            |            | Semifinali | Semifinali | Semifinali |  |  | Finale | Finale | Finale |
|  |                    |                    |                  |            |            |            |            |            |  |  |        |        |        |
|  |                    |                    |                  |            |            |            |            |            |  |  |        |        |        |
|  | Maryse             | Maryse             | Pin              |            |            |            |            |            |  |  |        |        |        |
|  | Maryse             | Maryse             | Pin              |            |            |            |            |            |  |  |        |        |        |
|  | Brie Bella         | Brie Bella         | 2:18             |            |            |            |            |            |  |  |        |        |        |
|  | Brie Bella         | Brie Bella         | 2:18             |            |            |            |            |            |  |  |        |        |        |
|  |                    |                    |                  | Maryse     | Maryse     | Pin        |            |            |  |  |        |        |        |
|  |                    |                    |                  | Maryse     | Maryse     | Pin        |            |            |  |  |        |        |        |
|  |                    |                    | Eve Torres       | Eve Torres | 2:05       |            |            |            |  |  |        |        |        |
|  |                    |                    |                  | Eve Torres | 2:05       |            |            |            |  |  |        |        |        |
|  | Eve Torres         | Eve Torres         | Pin              |            |            |            |            |            |  |  |        |        |        |
|  | Eve Torres         | Eve Torres         | Pin              |            |            |            |            |            |  |  |        |        |        |
|  | Katie Lea Burchill | Katie Lea Burchill | 1:53             |            |            |            |            |            |  |  |        |        |        |
|  | Katie Lea Burchill | Katie Lea Burchill | 1:53             |            |            |            |            |            |  |  |        |        |        |
|  |                    |                    |                  | Maryse     | Maryse     | Pin        |            |            |  |  |        |        |        |
|  |                    |                    |                  |            |            |            |            |            |  |  |        |        |        |
|  |                    |                    | Gail Kim         | Gail Kim   | 2:50       |            |            |            |  |  |        |        |        |
|  |                    |                    |                  | Gail Kim   | 2:50       |            |            |            |  |  |        |        |        |
|  | Kelly Kelly        | Kelly Kelly        | 2:01             |            |            |            |            |            |  |  |        |        |        |
|  | Kelly Kelly        | Kelly Kelly        | 2:01             |            |            |            |            |            |  |  |        |        |        |
|  | Alicia Fox         | Alicia Fox         | Pin              |            |            |            |            |            |  |  |        |        |        |
|  | Alicia Fox         | Alicia Fox         | Pin              |            |            |            |            |            |  |  |        |        |        |
|  |                    |                    |                  | Alicia Fox | Alicia Fox | 1:55       |            |            |  |  |        |        |        |
|  |                    |                    |                  | Alicia Fox | Alicia Fox | 1:55       |            |            |  |  |        |        |        |
|  |                    |                    | Gail Kim         | Gail Kim   | Pin        |            |            |            |  |  |        |        |        |
|  |                    |                    |                  | Gail Kim   | Pin        |            |            |            |  |  |        |        |        |
|  | Gail Kim           | Gail Kim           | Pin              |            |            |            |            |            |  |  |        |        |        |
|  | Gail Kim           | Gail Kim           | Pin              |            |            |            |            |            |  |  |        |        |        |
|  | Jillian Hall       | Jillian Hall       | 3:10             |            |            |            |            |            |  |  |        |        |        |
|  | Jillian Hall       | Jillian Hall       | 3:10             |            |            |            |            |            |  |  |        |        |        |

## Albo d'oro
| #  | Campionessa     | Regno | Data              | Giorni | Località                 | Evento                   | Note | Fonti |
| -- | --------------- | ----- | ----------------- | ------ | ------------------------ | ------------------------ | --- | ----- |
| 1  | Michelle McCool | 1     | 20 luglio 2008    | 155    | Uniondale, New York      | The Great American Bash  | Michelle McCool sconfisse Natalya in un match valido per l'assegnazione del titolo.                            | [ 6 ] |
| 2  | Maryse          | 1     | 22 dicembre 2008  | 216    | Toronto                  | SmackDown                | Maria era l'arbitro speciale del match.                                                                        | [ 6 ] |
| 3  | Mickie James    | 1     | 26 luglio 2009    | 78     | Filadelfia, Pennsylvania | Night of Champions       | | [ 6 ] |
| 4  | Jillian Hall    | 1     | 12 ottobre 2009   | <1     | Indianapolis, Indiana    | Raw                      | | [ 6 ] |
| 5  | Melina          | 1     | 12 ottobre 2009   | 84     | Indianapolis, Indiana    | Raw                      | | [ 6 ] |
| —  | Vacante         | —     | 4 gennaio 2010    | —      |                          |                          | Melina ha reso vacante il titolo per infortunio.                                                               | [ 6 ] |
| 6  | Maryse          | 2     | 22 febbraio 2010  | 49     | Indianapolis, Indiana    | Raw                      | Maryse sconfisse Gail Kim nella finale di un torneo per la riassegnazione del titolo.                          | [ 6 ] |
| 7  | Eve Torres      | 1     | 12 aprile 2010    | 69     | Londra                   | Raw                      | | [ 6 ] |
| 8  | Alicia Fox      | 1     | 20 giugno 2010    | 56     | Long Island, New York    | Fatal 4-Way              | In un fatal four-way match che includeva anche Gail Kim e Maryse.                                              | [ 6 ] |
| 9  | Melina          | 2     | 15 agosto 2010    | 35     | Los Angeles, California  | SummerSlam               | | [ 6 ] |
| 10 | Michelle McCool | 2     | 19 settembre 2010 | 63     | Chicago, Illinois        | Night of Champions       | In un lumberjill match in cui il titolo venne unificato con il WWE Women's Championship.                       | [ 6 ] |
| 11 | Natalya         | 1     | 21 novembre 2010  | 70     | Miami, Florida           | Survivor Series          | In un 2-on-1 handicap match dove Michelle McCool era in coppia con Layla.                                      | [ 6 ] |
| 12 | Eve Torres      | 2     | 30 gennaio 2011   | 71     | Boston, Massachusetts    | Royal Rumble             | In un fatal four-Way match che includeva anche Layla e Michelle McCool.                                        | [ 6 ] |
| 13 | Brie Bella      | 1     | 11 aprile 2011    | 70     | Bridgeport, Connecticut  | Raw                      | | [ 6 ] |
| 14 | Kelly Kelly     | 1     | 20 giugno 2011    | 104    | Baltimora, Maryland      | Raw: Power to the People | Dal 29 agosto 2011, con la fine della prima Brand extension, il titolo venne difeso sia a Raw che a SmackDown. | [ 6 ] |
| 15 | Beth Phoenix    | 1     | 2 ottobre 2011    | 204    | New Orleans, Louisiana   | Hell in a Cell           | | [ 6 ] |
| 16 | Nikki Bella     | 1     | 23 aprile 2012    | 6      | Detroit, Michigan        | Raw                      | In un lumberjill match.                                                                                        | [ 6 ] |
| 17 | Layla           | 1     | 29 aprile 2012    | 140    | Chicago, Illinois        | Extreme Rules            | | [ 6 ] |
| 18 | Eve Torres      | 3     | 16 settembre 2012 | 120    | Boston, Massachusetts    | Night of Champions       | | [ 6 ] |
| 19 | Kaitlyn         | 1     | 14 gennaio 2013   | 153    | Houston, Texas           | Raw 20th Anniversary     | | [ 6 ] |
| 20 | AJ Lee          | 1     | 16 giugno 2013    | 295    | Chicago, Illinois        | Payback                  | | [ 6 ] |
| 21 | Paige           | 1     | 7 aprile 2014     | 84     | New Orleans, Louisiana   | Raw                      | | [ 6 ] |
| 22 | AJ Lee          | 2     | 30 giugno 2014    | 48     | Hartford, Connecticut    | Raw                      | | [ 6 ] |
| 23 | Paige           | 2     | 17 agosto 2014    | 35     | Los Angeles, California  | Summerslam               | | [ 6 ] |
| 24 | AJ Lee          | 3     | 21 settembre 2014 | 63     | Nashville, Tennessee     | Night of Champions       | In un triple threat match che includeva anche Nikki Bella.                                                     | [ 6 ] |
| 25 | Nikki Bella     | 2     | 23 novembre 2014  | 301    | Saint Louis, Missouri    | Survivor Series          | | [ 6 ] |
| 26 | Charlotte       | 1     | 20 settembre 2015 | 196    | Houston, Texas           | Night of Champions       | Se Nikki Bella avesse perso per squalifica, sarebbe stata privata del titolo.                                  | [ 6 ] |
| —  | Ritirato        | —     | 3 aprile 2016     | —      | —                        | —                        | — | [ 6 ] |